# Lochkranz

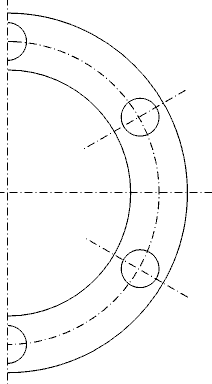
Technische Zeichnung eines Lochkranzes

Als Lochkranz wird in der Technik allgemein ein Ring oder eine Scheibe bezeichnet, deren Oberfläche mit regelmäßig angeordneten Löchern versehen ist. Lochkränze finden sich beispielsweise an vielen runden Bauteilen in der Verbindungs- und Befestigungstechnik.
Die Löcher eines Lochkranzes sind üblicherweise am Umfang eines oder mehrerer bestimmter Lochkreise verteilt, deren Durchmesser den Abstand der Löcher zum Zentrum des Lochkranzes bestimmt. Der Abstand der Löcher auf dem Lochkreis wird über den Winkel, den zwei benachbarte Bohrungen zum Zentrum des Lochkreises bilden, angegeben. Der Durchmesser der Löcher selbst wie auch deren Ausführung hängt vom Verwendungszweck und der Funktion des Lochkranzes ab. So können die Bohrungen beispielsweise auch als Gewindebohrungen ausgeführt sein.
Häufig verwendet werden Lochkränze in 15°-, 30°-, 45°- oder 60°-Schritten, aber auch eine Aufteilung des Kranzes in eine ungerade Anzahl von Teilen bzw. Löchern ist üblich. Entsprechend werden in der darstellenden Geometrie des technischen Zeichnens Lochkränze mit Hilfe von speziellen Konstruktionsmethoden wie z. B. der Konstruktion eines Fünfecks oder Sechsecks definiert. Früher wurden Lochkränze mit Hilfe eines Zirkels konstruiert und mit einem Teilkopf gefertigt, heute berechnen Konstrukteure derartige Gebilde in den meisten Fällen am CAD. 
Ein Lochkranz kann auch sogenannte Langlöcher enthalten, die z. B. einen Winkel von 15° überstreichen und so von einer zur nächsten gedachten Bohrung reichen.
Beispiele für die technische Anwendung von Lochkränzen sind:
- Lochkranz in einer Radscheibe zur Montage des Rades am Fahrzeug oder als Design-Element
- Lochkranz an einem Flansch zur Verbindung des Flansches mit einem anderen Bauteil oder Flansch
- Lochkranz an einem Planetenrollengewindetrieb zur Fassung der Planetenrollen
- Lochkranz einer Nipkow-Scheibe
- Lochkranz an einem Keg
- Fingerlochscheibe eines alten Telefons

Anwendung von Lochkränzen
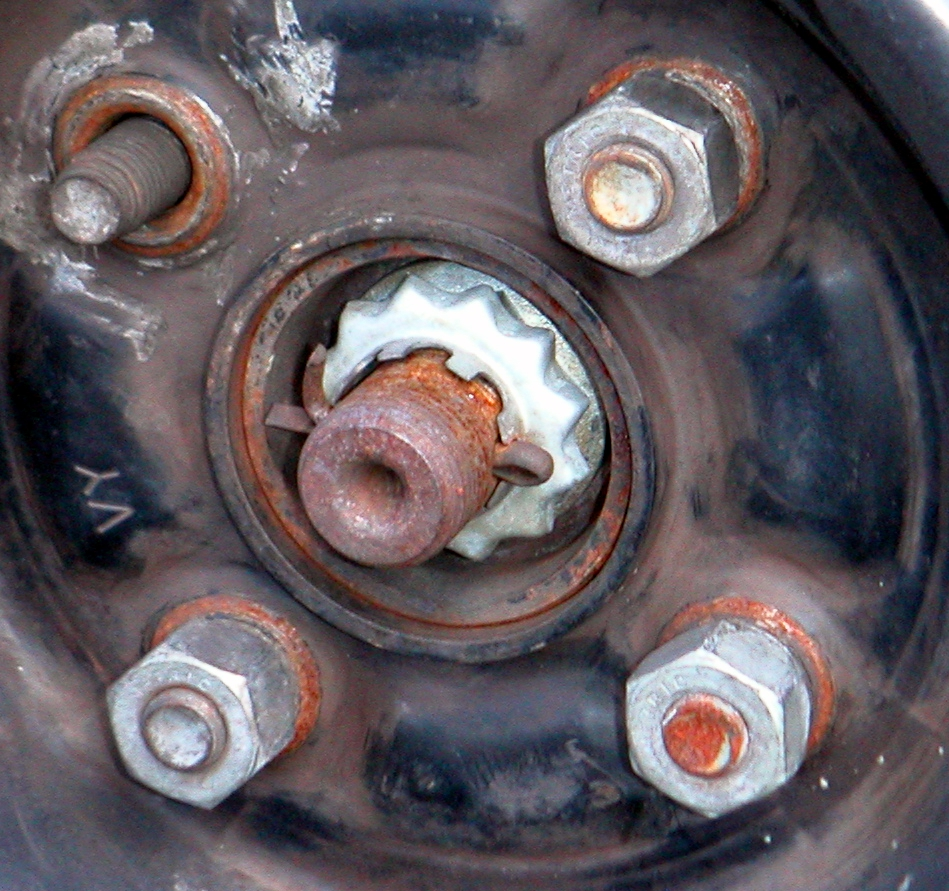
Lochkranz eines Radflansches
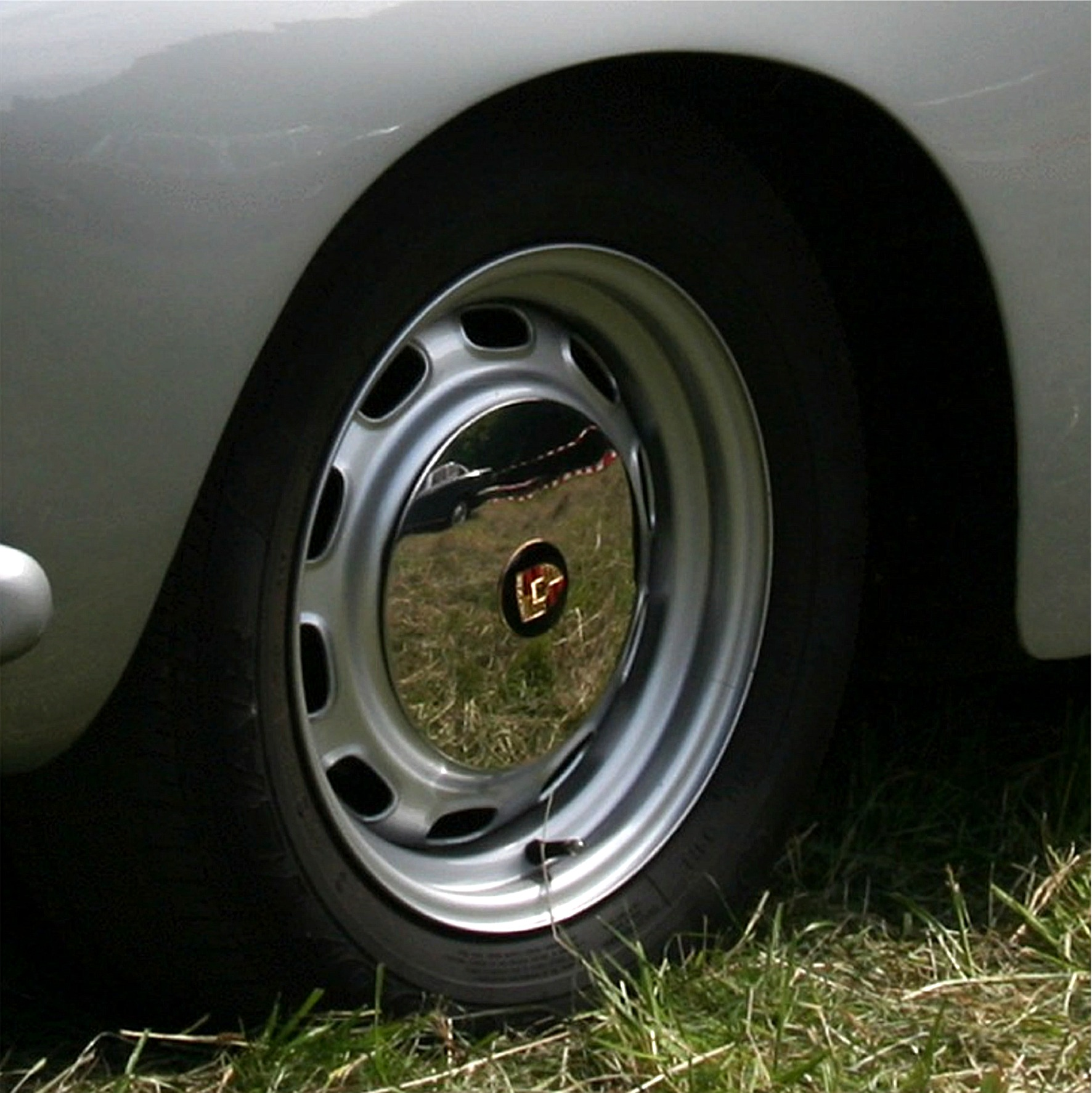
Lochkranz als Design-Element am Rad eines Porsche 356
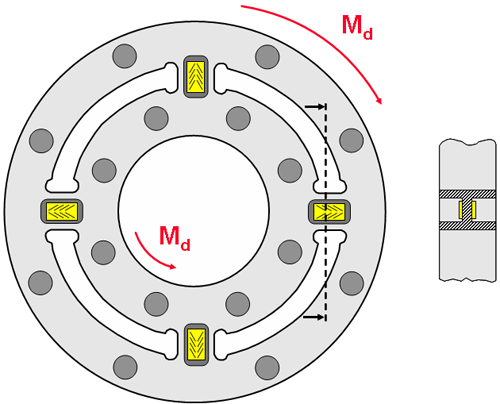
Lochkränze eines Drehmomentmessgeräts
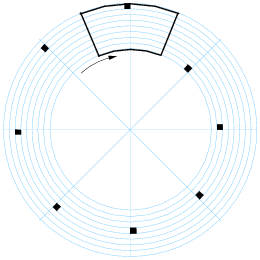
Lochkranz auf einer Nipkow-Scheibe